# 스콧 실버
스콧 실버(Scott Silver, 1964년 11월 30일 ~ )는 미국의 시나리오 작가이자 영화 감독이다.
실버는 존스, 비트 시티(The Mod Squad), 8 마일, 파이터로 아카데미 최우수 각본상 후보에 올랐고, 조커로 토드 필립스와 함께 아카데미 각색상 후보에 올랐다. 유대인 혈통이다.

## 필모그래피
| 연도   | 제목                | 연출                | 비고                                                                                        |
| ------ | ------------------- | ------------------- | ------------------------------------------------------------------------------------------- |
| 1996년 | 존스                | 감독, 시나리오 작가 |                                                                                             |
| 1997년 | 더 하우스 오브 예스 | 공동 프로듀서       |                                                                                             |
| 1999년 | 비트 시티           | 감독, 작가          | 스티븐 케이, 케이트 래니어와 공동으로 각본 작성                                             |
| 2000년 | 레퀴엠              | Special thanks      |                                                                                             |
| 2002년 | 8 마일              | 시나리오 작가       |                                                                                             |
| 2007년 | 덴 쉬 파운드 미     | Special thanks      |                                                                                             |
| 2009년 | 엑스맨 탄생: 울버린 | 크레딧 없는 재작성  | 제임스 밴더빌트와 공동으로 각본 작성                                                        |
| 2010년 | 파이터              | 작성자              | 폴 타마시, 에릭 존슨, 키스 도링턴의 스토리를 바탕으로 폴 타마시, 에릭 존슨과 공동 각본 작성 |
| 2016년 | 파이니스트 아워     | 작성자              | 폴 타마시 & 에릭 존슨과 공동 각본 작성                                                      |
| 2016년 | 블리드 포 디스      | Special thanks      |                                                                                             |
| 2017년 | 스트롱거            | 프로듀서            |                                                                                             |
| 2018년 | 시베리아            | Special thanks      |                                                                                             |
| 2019년 | 조커                | 시나리오 작가       | 토드 필립스와 공동으로 작성                                                                 |

## 수상 및 후보
| 연도   | 상                   | 부문                   | 작품   | 결과 |
| ------ | -------------------- | ---------------------- | ------ | ---- |
| 2011년 | 아카데미상           | 최우수 오리지널 각본상 | 파이터 | 후보 |
| 2020년 | 크리틱스 초이스상    | 최우수 각본상          | 조커   | 후보 |
| 2020년 | 영국 아카데미 영화상 | 최우수 각본상          | 조커   | 후보 |
| 2020년 | 미국 작가 조합상     | 최우수 각본상          | 조커   | 후보 |
| 2020년 | 아카데미상           | 최우수 각색상          | 조커   | 후보 |